# Antananarivo

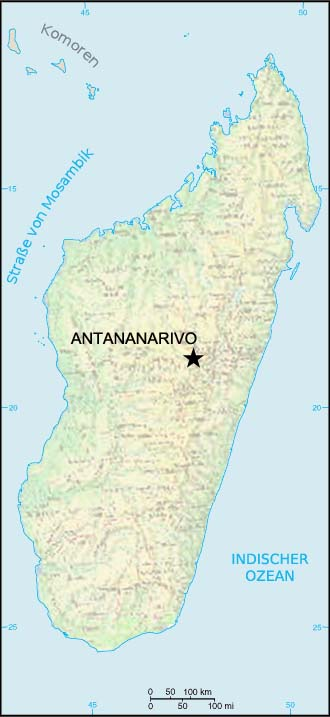
Amplasarea în cadrul insulei Madagascar

Antananarivo, populație 1.918.117 (2012), este capitala Madagascarului, în provincia Antananarivo. Este situat în centrul insulei, într-o zonă stâncoasă și greu accesibilă la aproximativ 1600 de metri altitudine. Este cel mai mare oraș din Madagascar și centrul său administrativ, economic și comunicațional. Orașul este localizat la 18°55' sud, 47°31' est (-18.916667, 47.516667).  Arhivat în 23 august 2012, la Wayback Machine. Principalele industrii sunt procesarea alimentelor, tutunul și textilele. 
Antananarivo a fost fondat în 1625. În 1797 era declarat capitala regilor Merina. A devenit capitala întregii insule prin cuceririle regelui Radama I. Orașul era capturat de către francezi în 1895 și încorporat în protectoratul Madagascar. Antananarivo este gazda Universității Madagascar și al Collège Rural d'Ambatobe.
Antananarivo înseamnă "Orașul Miei" (arivo = o mie). În perioada colonială și în primii ani de la independență era folosită denumirea Tananarive. 